# Global 6 United
Global 6 United was een wielerploeg die bestond tussen 2021 en 2024. In de seizoenen tussen 2021 en 2023 heette de ploeg Global 6 Cycling en reed onder een Nieuw-Zeelandse licentie, per 2024 werd de naam aangepast en de licentie veranderd naar een Luxemburgse. Alle vier de seizoenen dat de ploeg bestond was deze actief op continentaal niveau. De ploeg was opgericht door James Mitri die als doel stelde om minstens een renner uit elk continent onder contract te hebben. De enige overwinning van de ploeg staat op naam van de Italiaan Giacomo Ballabio die in 2023 de eerste etappe won in de Flèche du Sud.

## Ploegleiding
| Naam                 | Functie            | Jaren     |
| -------------------- | ------------------ | --------- |
| Mario Manzoni        | Algemeen directeur | 2021      |
| Adam Szabó           | Ploegleider        | 2021      |
| Nicola Campigli      | Ploegleider        | 2021      |
| Scott Fairbairn      | Vertegenwoordiger  | 2021      |
| Florent Horeau       | Algemeen directeur | 2022      |
| Luis Gerardo Alvarez | Ploegleider        | 2022      |
| Luis Gerardo Alvarez | Algemeen directeur | 2023      |
| Graeme Maw           | Vertegenwoordiger  | 2022-2023 |
| James Mitri          | Ploegleider        | 2023-2024 |
| Keith McRae          | Algemeen directeur | 2024      |
| Gilles Kockelmann    | Ploegleider        | 2024      |
| Gilles Kockelmann    | Vertegenwoordiger  | 2024      |
| Lindsay Ewing        | Ploegleider        | 2024      |

## Bekende renners
- Håkon Aalrust (2021)
- Hans Becking (2021)
- Francesco Manuel Bongiorno (2021)
- Ollie Jones (2021)
- James Mitri (2021-2022)
- Bailey O'Donnell (2021)
- Stepan Koerjanov (2021)
- Michał Paluta (2021)
- Nicolas Sessler (2021-2023)
- Miguel Ángel Fernández (2022)
- Mulu Hailemichael (2022)
- Dylan Sunderland (2022)
- Giacomo Ballabio (2023-2024)
- Tomoya Koyama (2023)
- Iván Moreno (2023)
- Mehmet Şampiyonbisiklet (2023-2024)
- Tom Wirtgen (2023)

## Overwinningen
2023
1e etappe Flèche du Sud: Giacomo Ballabio
Sjabloon:Navigatie selectie wielerploeg/Global 6 Cycling 2021
Sjabloon:Navigatie selectie wielerploeg/Global 6 Cycling 2022
Sjabloon:Navigatie selectie wielerploeg/Global 6 Cycling 2023
Sjabloon:Navigatie selectie wielerploeg/Global 6 United 2024